# Реформи (1899 – 1905)
 Тази статия е за органа на ВМОК.  За старозагорския вестник вижте Реформи (1921).  
„Реформи“ с подзаглавие Орган на Върховния македонски комитет е български вестник, издаван в София от 1899 до 1905 година. Излиза всяка събота.
| Годишнина | Броеве | Дата                              |
| --------- | ------ | --------------------------------- |
| I         | 1 – 50 | 8 януари 1899 – 10 февруари 1900  |
| II        | 1 – 50 | 17 февруари 1900 – 25 януари 1901 |
| III       | 1 – 50 | 1 февруари 1901 – 18 януари 1902  |
| IV        | 1 – 50 | 26 януари 1902 – 25 март 1903     |
| V         | 1 – 50 | 2 април 1903 – 24 ноември 1903    |
| VI        | 1 – 50 | 28 ноември 1903 – 13 ноември 1904 |
| VII       | 1 – 48 | 20 ноември 1904 – 19 ноември 1905 |

От брой I 46 подзаглавието е променено на Орган на Върховния македоно-одрински комитет в съответствие с промяната на името на организацията на Седмия македоно-одрински конгрес. Редактор-основател първоначално е Димитър Ляпов, от I 15 - Владислав Ковачев, II 17 - Коста Шахов, от II 18 - Георги Влахов, от III 14 редактор не е означен, от IV 48 редактор е Илия Гологанов. Редактори са били и Антон Страшимиров и Никола Харлаков.
Печата се в печатницата на Янко С. Ковачев, както и в „Иван К. Цуцев“, „Иван П. Даскалов“, „Просвещение“ на И. С. Наумов, „К. Г. Чинков“, „Св. София“, „Придворна“ и „Либералний клуб“. Има заглавие на френски език, а в 1899 – 1900 година първата страница на вестника излиза на френски, но постепенно материалите на френски намаляват.
„Реформи“ излиза в тираж от 8000 броя и се разпространява в цялата страна. Абонати на вестника има и в чужбина – от Москва и Кайро до Лондон и Сан Франциско.
След разцеплението на ВМОК на Х конгрес на комитета, вестникът остава под контрола на крилото на генерал Иван Цончев, а от IV 27 крилото на Христо Станишев започва да издава вестник под същото „Реформи“, от който не са запазени броеве. Вестникът на генерал Цончев е под редакцията на Илия Гологанов. Вестникът на Станишев е под редакцията на Георги Влахов. Той спира след Горноджумайското въстание, тъй като е упрекван в пречене на освободителното дело с агитацията си срещу въстание.